# Anaspidoglanis boutchangai
Anaspidoglanis boutchangai är en fiskart som först beskrevs av Thys van den Audenaerde, 1965.  Anaspidoglanis boutchangai ingår i släktet Anaspidoglanis och familjen Claroteidae. IUCN kategoriserar arten globalt som livskraftig. Inga underarter finns listade i Catalogue of Life.